# Kemal Kılıçdaroğlu
Kemal Kılıçdaroğlu [keˈmal kɯɫɯtʃˈdaɾoːɫu] (Ballıca, Tunceli, 1948. december 17. –) török politikus. A kemalista szociáldemokrata CHP, a török parlament legnagyobb ellenzéki frakciójának vezetője volt 2010 és 2023 között. 
Ő volt az ellenzéki szövetség (Millet İttifakı) jelöltje a 2023-as elnökválasztáson Recep Tayyip Erdoğan török elnökkel szemben.

## Élete
Kemal Kılıçdaroğlu a Cebeligiller családból származik. Kemal apja, Kamer Karabulut 1950-ben változtatta meg a családnevet Kılıçdaroğlura, saját apja vezetéknevét (lakap) követve.
Általános és középiskolába Ercişben, Tunceliben, Gençben és Elazığban járt. Kılıçdaroğlu 1971-ben az ankarai Gazdasági és Közigazgatási Tudományok Akadémiáján (Gazi Üniversitesi) szerzett közgazdasági alapdiplomát. Később 1983-ig a Pénzügyminisztériumban dolgozott a számvitel területén. Egy évet Franciaországban is eltöltött. Kılıçdaroğlu 1974 óta Selvi Kılıçdaroğlu felesége, három gyermek édesapja. 1983-ban a Pénzügyminisztérium jövedelmi osztályának főigazgatója lett. 1991-ben a Bağ-Kur Társadalombiztosítási Alap főigazgatója, majd 1992-től 1999-ig a Társadalombiztosítási Intézet (SSK) főigazgatója volt. Ezután csatlakozott Bülent Ecevit miniszterelnök Demokratikus Baloldali Pártjához (DSP).

### Politikai pályafutása
A 2002-es parlamenti választásokon, valamint az azt követő 2007-es választásokon a Mustafa Kemal Atatürk által 1923-ban alapított Szekuláris Köztársasági Néppárt (CHP) isztambuli választókerületének jelöltjeként a Nagy Nemzetgyűlés képviselőjévé választották. Kemal Kılıçdaroğlut a török, de a nemzetközi sajtó is Gandi Kemalnak becézte nyugodt viselkedése és Mahatma Gandhira való külső hasonlósága miatt.
Kılıçdaroğlu a sikkasztások és hűtlen kezelés kivizsgálásával, valamint a török közigazgatásban és belpolitikában tapasztalható korrupció elleni kampányával vált ismertté a médiában. A gyanúsítottak között olyan magas rangú AKP-s politikusok voltak, mint Şaban Dişli, Dengir Mir Mehmet Fırat és Melih Gökçek. A CHP a 2009-es törökországi helyhatósági választásokon Isztambul polgármesterjelöltjeként indította. A szavazatok több mint 35 százalékát kapta; a hivatalban lévő polgármestert, Kadir Topbaşt (AKP) újraválasztották.
2010. május 22-én a CHP 33. pártkongresszusán Kılıçdaroğlut a leadott érvényes szavazatok 100 százalékával a párt 7. elnökévé választották. A 2011. június 12-i parlamenti választásokon a CHP az ő elnökletével a szavazatok 25,95 százalékával és 135 képviselővel a második legerősebb párt lett a török parlament 24. ciklusában. Kılıçdaroğlu megválasztását itthon és külföldön egyaránt annak jeleként értékelték, hogy a CHP, amely az utóbbi időben elsősorban nacionalista retorikájával hívta fel magára a figyelmet, visszatér a valóban baloldali és szociáldemokrata politikához.
2010 augusztusában Kılıçdaroğlu a következőket mondta a PKK-ról: "Ők terroristák, akik nem érdekeltek a konstruktív megoldásban. Ezt mi is tudjuk, és a PKK is tudja".
2012. augusztus 30-án Kılıçdaroğlut a Szocialista Internacionálé (SI) alelnökévé választották.
2013. május 15-én az Európai Parlament szocialista frakciójának vezetőjével, Hannes Swobodával (SPÖ) való találkozót lemondták, mert Kılıçdaroğlu véleménye szerint a szociáldemokrata Swoboda kesztyűs kézzel bánt az akkori török miniszterelnökkel, Erdoğannal. Kılıçdaroğlu élesen bírálta Erdoğan török miniszterelnök egyre tekintélyelvűbb irányvonalát, és diktátornak nevezte őt. Kılıçdaroğlu egy brüsszeli sajtótájékoztatón kijelentette, hogy a szíriai uralkodó, Bassár el-Aszad és Erdoğan miniszterelnök között a demokrácia felfogásában csak árnyalatokban van különbség. Mindkettőjüknek különleges bíróságai és ügyészei vannak. Utasításokat adnának a médiának, és meghatároznák, hogy mely újságírók kerüljenek börtönbe. Rámutatott a sajtószabadság masszív romlására Törökországban Erdoğan alatt. Hannes Swoboda, az SPÖ európai parlamenti képviselője azt válaszolta, hogy elfogadhatatlan Erdoğant al-Aszadhoz hasonlítani.
Kılıçdaroğlu és pártja támogatta Erdoğan elnököt a 2016. július 15-i puccskísérletben. Erdoğan új elnöki palotájába – amelynek építését több jogi szerv is törvénytelennek ítélte – a puccskísérlet után tiltakozásul soha nem lépett be, ha rendkívüli helyzet, államválság alakul ki az országban, akkor megteszi, és ez most bekövetkezett.
2016. augusztus 25-én Artvin térségében támadás érte azt a gépkocsikonvojt, amelyben Kılıçdaroğlu utazott. A kíséret egy katonája meghalt, két másik pedig megsebesült. A támadás sokkhatást váltott ki a török politikában; Efkan Ala belügyminiszter kijelentette, hogy a támadást a PKK terroristái követték el. Yildirim miniszterelnök "a demokratikus stabilitás és a társadalmi béke elleni aljas terrortámadásról" beszélt. Célja "a káosz fokozása volt az országban". A kurdbarát HDP, amelyet a kormány gyakran vádol a PKK támogatásával, szintén elítélte a támadást.
A kormánynak a valós vagy vélt ellenzéki személyiségek elleni radikális fellépése, valamint a sajtó- és szólásszabadság korlátozása fényében Kılıçdaroğlu 2016 októberének végén bírálta az AKP-t és a kormányt, mondván, hogy az AKP és az IS között ideológiai rokonság áll fenn. 2016. november 8-án vált ismertté, hogy Erdoğan elnök "súlyos sértés" miatt vádat emelt az ankarai ügyészségen valamennyi CHP-képviselő (azaz Kılıçdaroğlu is) ellen.
2017. június 15-én Kılıçdaroğlu nyilvános tiltakozó menetre (Adalet yürüyüşü, "Igazság menet") indult Ankarából Isztambulba. Az alkalom az volt, hogy párt- és parlamenti képviselőtársát, Enis Berberoğlu-t 25 év börtönbüntetésre ítélték titoktartás elárulása miatt, majd letartóztatták. Az elítélést az tette lehetővé, hogy Kılıçdaroğlu és pártja az előző évben hozzájárult a mentelmi jog felfüggesztését célzó alkotmánymódosításhoz. A menet célja a Maltepe börtön volt, ahol Berberoğlut fogva tartották. Az Ankarából az isztambuli Maltepe városába vezető, mintegy 400 kilométeres útvonalon Kılıçdaroğlut több ezren kísérték, akik Adalet (törökül igazság) feliratú táblákat vittek magukkal, és független igazságszolgáltatást követeltek. Kılıçdaroğlu és Erdoğan elnök egymást vádolták azzal, hogy az eseményekkel összefüggésben befolyásolják az igazságszolgáltatást. Erdoğan azzal fenyegetőzött, hogy Kılıçdaroğlu magatartásának következményei lesznek. Kılıçdaroğlu 23 nap után, 2017. július 7-én érkezett meg Isztambul tartományba. A végső gyűlésre 2017. július 9-én került sor Isztambul-Maltepe városában. A szervezők szerint akár kétmillió ember is részt vett rajta; a kormánypárti média 100 ezer résztvevőről számolt be.
Miután Erdoğan elnök áprilisban előrehozta a parlamenti és elnökválasztást 2018 júniusára, az ellenzéki pártok, a CHP és az IYI összefogtak, és választási szövetséget kötöttek, amint azt Kılıçdaroğlu és Meral Akşener előzetes megbeszélések után bejelentette.g egy katonát a főváros Çubuk kerületében, majd egy ottani házba kellett vinni, hogy ideiglenesen biztosítsák a biztonságát. A felvételek szerint a támadók közül néhányan a házat is fel akarták gyújtani. Kılıçdaroğlut egyebek mellett egy személy arcon ütötte, de nem szenvedett sérüléseket. Később kiderült, hogy ez a személy AKP-tag volt. A következő napokban összesen kilenc embert tartóztattak le. A cselekményt több oldalról (köztük Erdoğan elnök is) elítélték, a CHP és Kılıçdaroğlu pedig tervezett akcióról beszélt annak során.
2023 márciusában Meral Akşener bejelentette, hogy İyi kilépett a 2018-ban alakult választási szövetségből. Azt mondta, hogy a párt nem ért egyet Kılıçdaroğlu jelöltválasztásával, mivel az már nem képviselte a nemzeti akaratot. Nem sokkal később a hat pártból (köztük İyiből) álló ellenzéki szövetség megállapodott abban, hogy Kılıçdaroğlu lesz a közös jelölt a 2023 májusában tartandó elnökválasztáson, amelyen Kılıçdaroğlu a hivatalban lévő Erdoğan ellen indul.
A 2023. május 15-én megtartott elnökválasztás első fordulójában második lett a jelenlegi elnök, Recep Tayyip Erdoğan mögött, a második fordulóra kettejük között május 29-én kerül sor.
2023. november 5-én a CHP 38. kongresszusán, elnökválasztást tartottak. Az választás első és második fordulóját is elveszítette, így a pártnak 13 év után új elnöke lett, Özgür Özel személyében. 

## Fordítás
- Ez a szócikk részben vagy egészben  a   Kemal Kılıçdaroğlu című német Wikipédia-szócikk fordításán alapul.  Az eredeti cikk szerkesztőit annak laptörténete sorolja fel. Ez a jelzés csupán a megfogalmazás eredetét és a szerzői jogokat jelzi, nem szolgál a cikkben szereplő információk forrásmegjelöléseként.